# M. Kiss Csaba
M. Kiss Csaba (Miskolc, 1968 k. ) műsorvezető, filmrendező.

## Élete
Pályafutását újságíróként kezdte, 1988-ban az egyetlen Borsod-Abaúj-Zemplén vármegyei újságnál volt gyakornok. 1989 és 1991 között a Heti Hírnök című független lap munkatársa volt. Két hónapig szóvivőként dolgozott, majd szülővárosában vezetett egy talkshow-t, majd amikor az Ablak című műsorba kerestek fiatal munkatársakat, jelentkezett és felvették, így került a Magyar Televízióhoz. A kereskedelmi televíziók indulásakor először az RTL Klubhoz, majd a TV2-höz csatlakozott, mert saját elmondása szerint: „Elegem volt a megbízható vidéki fiú szerepköréből”. Ott a Jó estét, Magyarország felelős szerkesztője, később a Napló című műsor egyik „arca volt”, de gyakran helyettesítette Havas Henriket a Mokkában is. 2006 júliusában távozott a csatornától. Az MTV-hez visszatérve első feladata volt a Kékfény című bűnügyi műsor megújítása 2006 őszén. 2007. február 21-től 2011 novemberéig a Szempont című műsort vezette az MTV-n.  2013 augusztusától a Story4 Hír24 című műsorában dolgozott, munkatársai többek között Bárdos András, Baló György és Bakos Piroska voltak. 2020 novemberétől 2021 decemberéig a 168 Óra audiovizuális fejlesztéseiért felelős kreatív producere volt. 2020-tól a HVG fizetős internetes felületén, a HVG360°-nál vezet beszélgetős műsorokat közéleti szereplőkkel, előbb Home Office (az akkor kitört koronavírus-járványra utalva), később HVG Terasz címmel.
2016-ban rendezőként is bemutatkozott Brazilok-című filmjével.

## Magánélete
Első házasságából született két fia média szakra jár. Második felesége Pócsik Anita, a Cosmopolitan magazin egykori főszerkesztője, akinek tőle két gyermeke született.

## Művei
- M. Kiss Csaba–Kásás Tamás: Kása. Egy magyar pólós világsztár életének első harminchat éve; Ulpius-ház, Budapest, 2012
- Boldogságkönyv; Athenaeum, Budapest, 2017